# Mount Rossman
Mount Rossman ist ein markanter, keilförmiger und 1450 m hoher Berg im Ellsworthgebirge des westantarktischen Ellsworthlands. In der Heritage Range ragt er zwischen dem Henderson-Gletscher im Süden und dem Union-Gletscher im Norden am nördlichen Ende der Enterprise Hills auf.
Der United States Geological Survey kartierte ihn anhand eigener Vermessungen und Luftaufnahmen der United States Navy aus den Jahren zwischen 1961 und 1966. Das Advisory Committee on Antarctic Names benannte ihn 1966 nach Rossman W. Smith, Ionosphären-Physiker auf der Eights-Station im Jahr 1965 und 1967 Leiter der Byrd-Station.